# Совико
Совико (итал. Sovico) је насеље у Италији у округу Монца и Бријанца, региону Ломбардија.
Према процени из 2011. у насељу је живело 7624 становника. Насеље се налази на надморској висини од 221 м.

## Становништво
Према резултатима пописа становништва 2011. у општини је живело 8.069 становника.
| 1931. | 1936. | 1951. | 1961. | 1971. | 1981. | 1991. | 2001. | 2011. |
| ----- | ----- | ----- | ----- | ----- | ----- | ----- | ----- | ----- |
| 3.225 | 3.552 | 4.268 | 4.819 | 6.146 | 6.527 | 6.875 | 7.043 | 8.069 |